# イブラーヒーム (ムガル皇帝)
イブラーヒーム（ヒンディー語：इब्राहिम, ペルシア語: ابراهیم, Ibrahim, 1703年8月9日 - 1746年1月31日）は、北インド、ムガル帝国の対立君主（在位：1720年）。第12代君主ムハンマド・シャーと対立した。父は第7代君主バハードゥル・シャー1世の三男ラフィー・ウッシャーン。 第10代君主ラフィー・ウッダラジャート、第11代君主ラフィー・ウッダウラは兄にあたる。

## 生涯
1703年8月9日、ムガル帝国の皇子ラフィー・ウッシャーンとその妃ヌールンニサー・ベーグムとの間に生まれた。
1720年10月17日、イブラーヒームはサイイド・アブドゥッラー・ハーンによって皇帝ムハンマド・シャーと対立する形で擁立された。これはムハンマド・シャーがサイイド兄弟と対立し、サイイド・フサイン・アリー・ハーンを殺害したからであった。
同年11月16日、アブドゥッラー・ハーンがムハンマド・シャーにハサンプルの戦いで敗北すると、イブラーヒームは捕えられて廃位、デリー城へと幽閉された。
1746年1月31日、イブラーヒームはデリー城に幽閉されたまま死去した。